# Hibbertia huegelii
Hibbertia huegelii är en tvåhjärtbladig växtart som först beskrevs av Stephan Ladislaus Endlicher, och fick sitt nu gällande namn av F. Müll. Hibbertia huegelii ingår i släktet Hibbertia och familjen Dilleniaceae. Inga underarter finns listade i Catalogue of Life.